# 프레더릭 매켄지
프레더릭 아서 매켄지(Frederick Arthur McKenzie, 1869년 ∼ 1931년)는 한국에서의 활동으로 유명한 스코틀랜드계 캐나다인 언론인이자, 저술가이다. 1919년에 조선의 경기도 수원군에서 발생한, 일본 제국 군대에 의해 일어난 제암리 학살 사건의 진상을 폭로한 것으로 잘 알려져 있다.

## 생애
캐나다의 퀘벡주에서 태어나서, 1900년에 영국의 일간지인 데일리 메일에 입사하여 기자 생활을 시작하였다. 1904년에는 러일전쟁의 취재를 위해 대한제국을 방문하였고, 당시 그는 일본 제국 육군의 종군기자로 활동하였다. 그 뒤에는 러시아 제국의 영토를 거쳐서 영국으로 돌아갔고, 1905년에 그때까지의 기록을 《도쿄에서 트빌리시까지 - 검열 받지 않은 편지》라는 저서로 간행하였다. 1906년에 대한제국을 다시 방문하였고, 1907년에는 당시에 있었던, 조선 통감부에 의한 대한제국 군대의 해산 명령에 항의하여 대한제국 각지에서 일어난 의병의 활약상을 취재해, 이를 사진으로 남겼다. 같은 해에 출판한 저서 《베일을 벗은 동양》의 부록에서 매켄지는 한국인은 일본의 통치에 반대하고 있다는 글을 올렸다. 1908년에는 《대한제국의 비극》이라는 책을 집필하여 간행하였다. 1910년부터는 영국의 일간지인 런던 타임스로 이직하여 1914년까지 그곳에서 근무했다. 이후, 일제강점기를 맞은 한국을 다시 방문하였다. 그 동안에 매켄지는 1919년에 당시 한반도 전역에서 벌어지고 있던 3·1 운동을 목격하였고, 특히 그 해 4월에 있었던 제암리 학살 사건에 주목해, 당시 그 현장을 목격한 캐나다인 선교사인 프랭크 윌리엄 스코필드의 증언을 토대로 일본 제국이 일으킨 학살 사건의 진상을 세간에 폭로하였다. 이 때의 경험을 바탕으로 1920년에는 《한국의 독립운동》이라는 책을 집필하였다. 1921년에는 미국의 일간지인 데일리 뉴스로 이직하고, 1926년까지 근무하면서 유럽 각국에서 강연을 하였다. 1931년에 캐나다에 있는 자택에서 사망했다.

## 수상 및 서훈
- 2014년 대한민국 건국훈장

## 저서
- <From Tokyo to Tiflis : uncensored letters from the war>
- <The Unveiled East>
- <Tragedy Of Korea> ISBN 1-901903-09-5
- <대한제국의 비극> 옮긴이: 신복룡, 출판사: 집문당, ISBN 89-303-0666-7
- <Korea's Fight for Freedom> 전자책 ISBN 1-84664-981-1
- <한국의 독립운동> 옮긴이: 신복룡, 출판사: 집문당, ISBN 89-303-0671-3